# جو كينغ (لاعب كرة قدم أمريكية)
جو كينغ (بالإنجليزية: Joe King)‏ هو لاعب كرة قدم أمريكية أمريكي، ولد في 7 مايو 1968 في دالاس في الولايات المتحدة.

## وصلات خارجية
- جو كينغ على موقع مرجع كرة القدم المحترفة.كوم (الإنجليزية)